# Gymnoscelis semialbida
Gymnoscelis semialbida là một loài bướm đêm trong họ Geometridae.